# Morse (Texas)
Morse è un census-designated place (CDP) degli Stati Uniti d'America della contea di Hansford nello Stato del Texas. La popolazione era di 147 abitanti al censimento del 2010.

## Geografia fisica
Morse è situata a 36°03′38″N 101°28′35″W (36.060645, -101.476470).
Secondo lo United States Census Bureau, il CDP ha una superficie totale di 1,43 km², dei quali 1,43 km² di territorio e 0 km² di acque interne (0% del totale).
Morse si trova circa 20 miglia da Gruver, Stinnett, e Sunray, e circa 30 miglia da Spearman.

## Società

### Evoluzione demografica
Secondo il censimento del 2010, la popolazione era di 147 abitanti.

### Etnie e minoranze straniere
Secondo il censimento del 2010, la composizione etnica del CDP era formata dal 92,52% di bianchi, lo 0,68% di afroamericani, lo 0% di nativi americani, lo 0% di asiatici, lo 0% di oceanici, il 5,44% di altre razze, e l'1,36% di due o più etnie. Ispanici o latinos di qualunque razza erano il 30,61% della popolazione.